# Giacomo Ier Crispo
Giacomo Ier Crispo fut duc de Naxos de 1397 à 1418. Il était surnommé « Il Pacifico ».
Il succéda à son père Francesco Ier Crispo. Son frère Giovanni II Crispo lui succéda.

## Famille
Les Crispi étaient probablement originaires de Vérone. Francesco Ier Crispo, le fondateur de la dynastie était seigneur de Milos, donc vassal du duc de Naxos et son cousin par alliance, ayant épousé une petite-fille du duc Guglielmo Sanudo. Il s'empara du trône de Naxos après avoir assassiné le duc légitime Niccolo III dalle Carceri. Giacomo accentua sa légitimité en épousant lui aussi une Sanuda : Fiorenza Sanuda-Sommaripa, la petite fille de la duchesse homonyme Fiorenza Sanudo et du duc par alliance Niccolo Sanudo Spezzabanda.

## Duc de Naxos
Lorsqu'il succéda à son père, Giacomo confirma ses frères dans leurs apanages et les laissa gouverner à leur gré leur île respective. Ils se comportèrent souvent même en souverains indépendants dans celle-ci. Giacomo laissa faire, ce qui lui valut le surnom d'« Il Pacifico », le « Pacifique ».
De son père, Giacomo hérita aussi du conflit juridique à propos d'Andros. Cette île avait été donnée en dot à la sœur de Giacomo, Pétronille Crispo-Zeno. Mais, Maria Sanuda-Sommaripa, la belle-mère de Giacomo, ainsi que Fiorenza Sanuda-Sommaripa, fille de Maria et épouse de Giacomo, avaient aussi des droits sur l'île. Une autre Pétronille, Pétronille Tocco-Sanuda, la veuve de Niccolo III, s'était remariée et avait épousé Niccolo Venier, membre d'une grande famille vénitienne. Son soutien à la cause de Maria Sanuda-Sommaripa et de sa fille Fiorenza Sanuda-Sommaripa fut décisif, à terme. La république de Venise finit par trancher en faveur de Maria Sanuda-Sommaripa. Les biens de Giacomo, sur les terres vénitiennes, furent un temps confisqués puisqu'il arguait qu'il n'avait pas les moyens financiers d'indemniser Maria.
Le règne de Giacomo fut aussi plus pacifique sur le plan international que ceux de ses prédécesseurs. En effet, les Ottomans furent moins menaçants. Bayezid Ier fut vaincu et fait prisonnier par Tamerlan à la bataille d'Ankara en 1402. Durant l'interrègne, en 1403, Venise conclut avec Suleyman Bey un traité de paix incluant le duché de Naxos.
Le duc profita de ce répit pour aller chercher des soutiens, principalement financiers, en Occident. Il demanda un sauf-conduit à Venise pour traverser le territoire de la République lors de son voyage vers les diverses cours européennes. Il lui fut accordé, malgré le fait que le contentieux avec Maria Sanuda n'était toujours pas réglé. Il semblerait qu'il ait profité de son passage à Venise pour promettre de régler l'affaire. Il était considéré comme l'un des premiers ducs de la Chrétienté. Il voyagea de façon fastueuse pour assurer ce rang : il portait une chaîne d'or sur sa tunique pourpre. Il alla jusqu'à Londres où il rencontra le roi Henri IV. En janvier 1304, il demanda officiellement une galère à la Sérénissime pour retourner dans ses États. Le voyage ne semble pas avoir été un succès.
Les difficultés financières du duché semblent avoir été bien réelles puisque Giacomo Ier Crispo demanda régulièrement à Venise l'autorisation de vendre entre vingt-cinq et trente mulets ou chevaux en Crète. Il obtint aussi de la Sérénissime une galère pour renforcer ses défenses. Il semblerait aussi que le duc ait passé un certain nombre d'accords avec les pirates catalans et basques qui écumaient alors l'Égée. Ils furent autorisés à relâcher et se ravitailler à Naxos et sur les autres îles du duché. En échange, ils n'attaquaient que les navires commerciaux turcs ou égyptiens. Cet accord ne convenait pas à Venise qui y voyait un danger pour l'équilibre précaire entre les différentes puissances dans la région. De plus, c'était ses partenaires commerciaux qui étaient attaqués. La république de Venise fit connaître son mécontentement lorsque Giacomo demanda à l'arsenal une nouvelle galère. Il offrit même de la payer. Sa demande fut rejetée. Et Pietro Zeno, son beau-frère, l'époux de Pétronille Crispo-Zeno, le seigneur d'Andros, s'en vit proposer une avec un délai de trois ans pour la régler.
À la fin de l'Interrègne ottoman, Mehmed Ier monta sur le trône. Venise tenta de renouveler avec lui le traité de paix signé avec son frère. Malgré les différends, l'ambassadeur vénitien demanda d'inclure le duché de Naxos dans l'accord. Le Sultan refusa. Il aurait été vexé que Giacomo ne l'ait pas félicité lors de son accession au trône. Il envoya donc son amiral, Cali Bey, châtier le duché. À l'automne 1416, trente trirèmes et birèmes quittèrent Gallipoli et ravagèrent Andros, Paros et Milos. Les récoltes furent détruites et le bétail emporté. Le siège fut mis devant Naxos. Venise envoya des galères commandées par Pietro Loredano. Il négocia avec Cali Bey pour le convaincre de lever le siège. La flotte vénitienne accompagna ensuite les Ottomans jusqu'à Gallipoli. Là, les défenseurs du port tirèrent sur la flotte vénitienne qui riposta en bombardant la ville. Cet épisode fut alors considéré comme une grande victoire chrétienne.
Venise n'était pas intervenue pour sauver Giacomo Ier Crispo, mais parce que sa politique égéenne avait changé. La Sérénissime avait décidé de s'allier avec Manuel II Paléologue et de maintenir une flotte en mer Égée.
Giacomo repartit en Occident tenter de lever des fonds pour la défense de son duché, en première ligne face à la menace ottomane, et donc musulmane. Il mourut à Ferrare à l'automne 1418 alors qu'il était en route pour Mantoue où il devait rencontrer le pape Martin V. Giacomo n'avait eu que deux filles et la famille Crispo avait décidé d'appliquer la loi salique. Ce fut donc son frère Giovanni II Crispo, seigneur de Milos et Kimolos, qui lui succéda.

## Arbre généalogique
|  |  |                    |                    |                    |                    |                    |                    |  |  |                                           |                                           | Famille Sanudo                            |                                           |                                           |                                           |  |  |                                            |                                            |                                            |                                            |                                            |                                            |                 |                 |                                     |                                     |                                     |                                     |                                     |                                     |                           |                           |                                                                  |                                                                  |                                                                  |                                                                  |                                                                  |                                                                  |  |  |                                           |                                           |                                           |                                           |                                           |                                           |  |  |                                                    |                                                    |                                                    |                                                    |                                                    |                                                    |  |  |                                                              |                                                              |                                                              |                                                              |                                                              |                                                              |  |  |                                                     |                                                     |                                                     |                                                     |                                                     |                                                     |  |  |  |  |  |  |  |  |  |  |  |  |  |  |  |  |  |  |  |  |  |  |  |  |  |  |  |  |  |  |  |  |  |  |
|  |  |                    |                    |                    |                    |                    |                    |  |  |                                           |                                           |                                           |                                           |                                           |                                           |  |  |                                            |                                            |                                            |                                            |                                            |                                            |                 |                 |                                     |                                     |                                     |                                     |                                     |                                     |                           |                           |                                                                  |                                                                  |                                                                  |                                                                  |                                                                  |                                                                  |  |  |                                           |                                           |                                           |                                           |                                           |                                           |  |  |                                                    |                                                    |                                                    |                                                    |                                                    |                                                    |  |  |                                                              |                                                              |                                                              |                                                              |                                                              |                                                              |  |  |                                                     |                                                     |                                                     |                                                     |                                                     |                                                     |  |  |  |  |  |  |  |  |  |  |  |  |  |  |  |  |  |  |  |  |  |  |  |  |  |  |  |  |  |  |  |  |  |  |
|  |  |                    |                    |                    |                    |                    |                    |  |  |                                           |                                           |                                           |                                           |                                           |                                           |  |  |                                            |                                            |                                            |                                            |                                            |                                            |                 |                 |                                     |                                     |                                     |                                     |                                     |                                     |                           |                           |                                                                  |                                                                  |                                                                  |                                                                  |                                                                  |                                                                  |  |  |                                           |                                           |                                           |                                           |                                           |                                           |  |  |                                                    |                                                    |                                                    |                                                    |                                                    |                                                    |  |  |                                                              |                                                              |                                                              |                                                              |                                                              |                                                              |  |  |                                                     |                                                     |                                                     |                                                     |                                                     |                                                     |  |  |  |  |  |  |  |  |  |  |  |  |  |  |  |  |  |  |  |  |  |  |  |  |  |  |  |  |  |  |  |  |  |  |
|  |  |                    |                    |                    |                    |                    |                    |  |  |                                           |                                           |                                           |                                           |                                           |                                           |  |  |                                            |                                            |                                            |                                            |                                            |                                            |                 |                 |                                     |                                     |                                     |                                     |                                     |                                     |                           |                           |                                                                  |                                                                  |                                                                  |                                                                  |                                                                  |                                                                  |  |  |                                           |                                           |                                           |                                           |                                           |                                           |  |  |                                                    |                                                    |                                                    |                                                    |                                                    |                                                    |  |  |                                                              |                                                              |                                                              |                                                              |                                                              |                                                              |  |  |                                                     |                                                     |                                                     |                                                     |                                                     |                                                     |  |  |  |  |  |  |  |  |  |  |  |  |  |  |  |  |  |  |  |  |  |  |  |  |  |  |  |  |  |  |  |  |  |  |
|  |  |                    |                    |                    |                    |                    |                    |  |  |                                           |                                           |                                           |                                           |                                           |                                           |  |  |                                            |                                            |                                            |                                            | Fiorenza Sanuda                            | Fiorenza Sanuda                            | Fiorenza Sanuda | Fiorenza Sanuda | Fiorenza Sanuda                     | Fiorenza Sanuda                     |                                     |                                     | Francesco Ier 1383 - 1397           | Francesco Ier 1383 - 1397           | Francesco Ier 1383 - 1397 | Francesco Ier 1383 - 1397 | Francesco Ier 1383 - 1397                                        | Francesco Ier 1383 - 1397                                        |                                                                  |                                                                  |                                                                  |                                                                  |  |  |                                           |                                           |                                           |                                           |                                           |                                           |  |  |                                                    |                                                    |                                                    |                                                    |                                                    |                                                    |  |  |                                                              |                                                              |                                                              |                                                              |                                                              |                                                              |  |  |                                                     |                                                     |                                                     |                                                     |                                                     |                                                     |  |  |  |  |  |  |  |  |  |  |  |  |  |  |  |  |  |  |  |  |  |  |  |  |  |  |  |  |  |  |  |  |  |  |
|  |  |                    |                    |                    |                    |                    |                    |  |  |                                           |                                           |                                           |                                           |                                           |                                           |  |  |                                            |                                            |                                            |                                            | Fiorenza Sanuda                            | Fiorenza Sanuda                            | Fiorenza Sanuda | Fiorenza Sanuda | Fiorenza Sanuda                     | Fiorenza Sanuda                     |                                     |                                     | Francesco Ier 1383 - 1397           | Francesco Ier 1383 - 1397           | Francesco Ier 1383 - 1397 | Francesco Ier 1383 - 1397 | Francesco Ier 1383 - 1397                                        | Francesco Ier 1383 - 1397                                        |                                                                  |                                                                  |                                                                  |                                                                  |  |  |                                           |                                           |                                           |                                           |                                           |                                           |  |  |                                                    |                                                    |                                                    |                                                    |                                                    |                                                    |  |  |                                                              |                                                              |                                                              |                                                              |                                                              |                                                              |  |  |                                                     |                                                     |                                                     |                                                     |                                                     |                                                     |  |  |  |  |  |  |  |  |  |  |  |  |  |  |  |  |  |  |  |  |  |  |  |  |  |  |  |  |  |  |  |  |  |  |
|  |  |                    |                    |                    |                    |                    |                    |  |  |                                           |                                           |                                           |                                           |                                           |                                           |  |  |                                            |                                            |                                            |                                            |                                            |                                            |                 |                 |                                     |                                     |                                     |                                     |                                     |                                     |                           |                           |                                                                  |                                                                  |                                                                  |                                                                  |                                                                  |                                                                  |  |  |                                           |                                           |                                           |                                           |                                           |                                           |  |  |                                                    |                                                    |                                                    |                                                    |                                                    |                                                    |  |  |                                                              |                                                              |                                                              |                                                              |                                                              |                                                              |  |  |                                                     |                                                     |                                                     |                                                     |                                                     |                                                     |  |  |  |  |  |  |  |  |  |  |  |  |  |  |  |  |  |  |  |  |  |  |  |  |  |  |  |  |  |  |  |  |  |  |
|  |  |                    |                    |                    |                    |                    |                    |  |  |                                           |                                           |                                           |                                           |                                           |                                           |  |  |                                            |                                            |                                            |                                            |                                            |                                            |                 |                 |                                     |                                     |                                     |                                     |                                     |                                     |                           |                           |                                                                  |                                                                  |                                                                  |                                                                  |                                                                  |                                                                  |  |  |                                           |                                           |                                           |                                           |                                           |                                           |  |  |                                                    |                                                    |                                                    |                                                    |                                                    |                                                    |  |  |                                                              |                                                              |                                                              |                                                              |                                                              |                                                              |  |  |                                                     |                                                     |                                                     |                                                     |                                                     |                                                     |  |  |  |  |  |  |  |  |  |  |  |  |  |  |  |  |  |  |  |  |  |  |  |  |  |  |  |  |  |  |  |  |  |  |
|  |  | Fiorenza Sommaripa | Fiorenza Sommaripa | Fiorenza Sommaripa | Fiorenza Sommaripa | Fiorenza Sommaripa | Fiorenza Sommaripa |  |  | Giacomo Ier 1397-1418                     | Giacomo Ier 1397-1418                     | Giacomo Ier 1397-1418                     | Giacomo Ier 1397-1418                     | Giacomo Ier 1397-1418                     | Giacomo Ier 1397-1418                     |  |  | Giovanni II 1419-1433 ∞ Francesca Morosini | Giovanni II 1419-1433 ∞ Francesca Morosini | Giovanni II 1419-1433 ∞ Francesca Morosini | Giovanni II 1419-1433 ∞ Francesca Morosini | Giovanni II 1419-1433 ∞ Francesca Morosini | Giovanni II 1419-1433 ∞ Francesca Morosini |                 |                 | Marco (apanages de Ios et Therasia) | Marco (apanages de Ios et Therasia) | Marco (apanages de Ios et Therasia) | Marco (apanages de Ios et Therasia) | Marco (apanages de Ios et Therasia) | Marco (apanages de Ios et Therasia) |                           |                           | Guiglelmo II 1453-1463 ∞ Elisabetha da Pesaro                    | Guiglelmo II 1453-1463 ∞ Elisabetha da Pesaro                    | Guiglelmo II 1453-1463 ∞ Elisabetha da Pesaro                    | Guiglelmo II 1453-1463 ∞ Elisabetha da Pesaro                    | Guiglelmo II 1453-1463 ∞ Elisabetha da Pesaro                    | Guiglelmo II 1453-1463 ∞ Elisabetha da Pesaro                    |  |  | Niccolo (apanage de Syros et Santorin)    | Niccolo (apanage de Syros et Santorin)    | Niccolo (apanage de Syros et Santorin)    | Niccolo (apanage de Syros et Santorin)    | Niccolo (apanage de Syros et Santorin)    | Niccolo (apanage de Syros et Santorin)    |  |  | Pietro                                             | Pietro                                             | Pietro                                             | Pietro                                             | Pietro                                             | Pietro                                             |  |  | Pétronille ∞ Pietro Zéno (Andros en dot)                     | Pétronille ∞ Pietro Zéno (Andros en dot)                     | Pétronille ∞ Pietro Zéno (Andros en dot)                     | Pétronille ∞ Pietro Zéno (Andros en dot)                     | Pétronille ∞ Pietro Zéno (Andros en dot)                     | Pétronille ∞ Pietro Zéno (Andros en dot)                     |  |  | Agnese ∞ Dragonetto Clavelli (seigneur de Nissyros) | Agnese ∞ Dragonetto Clavelli (seigneur de Nissyros) | Agnese ∞ Dragonetto Clavelli (seigneur de Nissyros) | Agnese ∞ Dragonetto Clavelli (seigneur de Nissyros) | Agnese ∞ Dragonetto Clavelli (seigneur de Nissyros) | Agnese ∞ Dragonetto Clavelli (seigneur de Nissyros) |  |  |  |  |  |  |  |  |  |  |  |  |  |  |  |  |  |  |  |  |  |  |  |  |  |  |  |  |  |  |  |  |  |  |
|  |  | Fiorenza Sommaripa | Fiorenza Sommaripa | Fiorenza Sommaripa | Fiorenza Sommaripa | Fiorenza Sommaripa | Fiorenza Sommaripa |  |  | Giacomo Ier 1397-1418                     | Giacomo Ier 1397-1418                     | Giacomo Ier 1397-1418                     | Giacomo Ier 1397-1418                     | Giacomo Ier 1397-1418                     | Giacomo Ier 1397-1418                     |  |  | Giovanni II 1419-1433 ∞ Francesca Morosini | Giovanni II 1419-1433 ∞ Francesca Morosini | Giovanni II 1419-1433 ∞ Francesca Morosini | Giovanni II 1419-1433 ∞ Francesca Morosini | Giovanni II 1419-1433 ∞ Francesca Morosini | Giovanni II 1419-1433 ∞ Francesca Morosini |                 |                 | Marco (apanages de Ios et Therasia) | Marco (apanages de Ios et Therasia) | Marco (apanages de Ios et Therasia) | Marco (apanages de Ios et Therasia) | Marco (apanages de Ios et Therasia) | Marco (apanages de Ios et Therasia) |                           |                           | Guiglelmo II 1453-1463 ∞ Elisabetha da Pesaro                    | Guiglelmo II 1453-1463 ∞ Elisabetha da Pesaro                    | Guiglelmo II 1453-1463 ∞ Elisabetha da Pesaro                    | Guiglelmo II 1453-1463 ∞ Elisabetha da Pesaro                    | Guiglelmo II 1453-1463 ∞ Elisabetha da Pesaro                    | Guiglelmo II 1453-1463 ∞ Elisabetha da Pesaro                    |  |  | Niccolo (apanage de Syros et Santorin)    | Niccolo (apanage de Syros et Santorin)    | Niccolo (apanage de Syros et Santorin)    | Niccolo (apanage de Syros et Santorin)    | Niccolo (apanage de Syros et Santorin)    | Niccolo (apanage de Syros et Santorin)    |  |  | Pietro                                             | Pietro                                             | Pietro                                             | Pietro                                             | Pietro                                             | Pietro                                             |  |  | Pétronille ∞ Pietro Zéno (Andros en dot)                     | Pétronille ∞ Pietro Zéno (Andros en dot)                     | Pétronille ∞ Pietro Zéno (Andros en dot)                     | Pétronille ∞ Pietro Zéno (Andros en dot)                     | Pétronille ∞ Pietro Zéno (Andros en dot)                     | Pétronille ∞ Pietro Zéno (Andros en dot)                     |  |  | Agnese ∞ Dragonetto Clavelli (seigneur de Nissyros) | Agnese ∞ Dragonetto Clavelli (seigneur de Nissyros) | Agnese ∞ Dragonetto Clavelli (seigneur de Nissyros) | Agnese ∞ Dragonetto Clavelli (seigneur de Nissyros) | Agnese ∞ Dragonetto Clavelli (seigneur de Nissyros) | Agnese ∞ Dragonetto Clavelli (seigneur de Nissyros) |  |  |  |  |  |  |  |  |  |  |  |  |  |  |  |  |  |  |  |  |  |  |  |  |  |  |  |  |  |  |  |  |  |  |
|  |  |                    |                    |                    |                    |                    |                    |  |  |                                           |                                           |                                           |                                           |                                           |                                           |  |  |                                            |                                            |                                            |                                            |                                            |                                            |                 |                 |                                     |                                     |                                     |                                     |                                     |                                     |                           |                           |                                                                  |                                                                  |                                                                  |                                                                  |                                                                  |                                                                  |  |  |                                           |                                           |                                           |                                           |                                           |                                           |  |  |                                                    |                                                    |                                                    |                                                    |                                                    |                                                    |  |  |                                                              |                                                              |                                                              |                                                              |                                                              |                                                              |  |  |                                                     |                                                     |                                                     |                                                     |                                                     |                                                     |  |  |  |  |  |  |  |  |  |  |  |  |  |  |  |  |  |  |  |  |  |  |  |  |  |  |  |  |  |  |  |  |  |  |
|  |  |                    |                    |                    |                    |                    |                    |  |  |                                           |                                           |                                           |                                           |                                           |                                           |  |  |                                            |                                            |                                            |                                            |                                            |                                            |                 |                 |                                     |                                     |                                     |                                     |                                     |                                     |                           |                           |                                                                  |                                                                  |                                                                  |                                                                  |                                                                  |                                                                  |  |  |                                           |                                           |                                           |                                           |                                           |                                           |  |  |                                                    |                                                    |                                                    |                                                    |                                                    |                                                    |  |  |                                                              |                                                              |                                                              |                                                              |                                                              |                                                              |  |  |                                                     |                                                     |                                                     |                                                     |                                                     |                                                     |  |  |  |  |  |  |  |  |  |  |  |  |  |  |  |  |  |  |  |  |  |  |  |  |  |  |  |  |  |  |  |  |  |  |
|  |  | deux filles        | deux filles        | deux filles        | deux filles        | deux filles        | deux filles        |  |  | Giacomo II 1433-1447 ∞ Ginevra Gattilusio | Giacomo II 1433-1447 ∞ Ginevra Gattilusio | Giacomo II 1433-1447 ∞ Ginevra Gattilusio | Giacomo II 1433-1447 ∞ Ginevra Gattilusio | Giacomo II 1433-1447 ∞ Ginevra Gattilusio | Giacomo II 1433-1447 ∞ Ginevra Gattilusio |  |  | Adriana et Caterina                        | Adriana et Caterina                        | Adriana et Caterina                        | Adriana et Caterina                        | Adriana et Caterina                        | Adriana et Caterina                        |                 |                 | Francesco                           | Francesco                           | Francesco                           | Francesco                           | Francesco                           | Francesco                           |                           |                           | Fiorenza                                                         | Fiorenza                                                         | Fiorenza                                                         | Fiorenza                                                         | Fiorenza                                                         | Fiorenza                                                         |  |  | Francesco II 1463 ∞ Petronilla Bembo      | Francesco II 1463 ∞ Petronilla Bembo      | Francesco II 1463 ∞ Petronilla Bembo      | Francesco II 1463 ∞ Petronilla Bembo      | Francesco II 1463 ∞ Petronilla Bembo      | Francesco II 1463 ∞ Petronilla Bembo      |  |  | trois fils et sept filles                          | trois fils et sept filles                          | trois fils et sept filles                          | trois fils et sept filles                          | trois fils et sept filles                          | trois fils et sept filles                          |  |  | Giovanni                                                     | Giovanni                                                     | Giovanni                                                     | Giovanni                                                     | Giovanni                                                     | Giovanni                                                     |  |  |                                                     |                                                     |                                                     |                                                     |                                                     |                                                     |  |  |  |  |  |  |  |  |  |  |  |  |  |  |  |  |  |  |  |  |  |  |  |  |  |  |  |  |  |  |  |  |  |  |
|  |  | deux filles        | deux filles        | deux filles        | deux filles        | deux filles        | deux filles        |  |  | Giacomo II 1433-1447 ∞ Ginevra Gattilusio | Giacomo II 1433-1447 ∞ Ginevra Gattilusio | Giacomo II 1433-1447 ∞ Ginevra Gattilusio | Giacomo II 1433-1447 ∞ Ginevra Gattilusio | Giacomo II 1433-1447 ∞ Ginevra Gattilusio | Giacomo II 1433-1447 ∞ Ginevra Gattilusio |  |  | Adriana et Caterina                        | Adriana et Caterina                        | Adriana et Caterina                        | Adriana et Caterina                        | Adriana et Caterina                        | Adriana et Caterina                        |                 |                 | Francesco                           | Francesco                           | Francesco                           | Francesco                           | Francesco                           | Francesco                           |                           |                           | Fiorenza                                                         | Fiorenza                                                         | Fiorenza                                                         | Fiorenza                                                         | Fiorenza                                                         | Fiorenza                                                         |  |  | Francesco II 1463 ∞ Petronilla Bembo      | Francesco II 1463 ∞ Petronilla Bembo      | Francesco II 1463 ∞ Petronilla Bembo      | Francesco II 1463 ∞ Petronilla Bembo      | Francesco II 1463 ∞ Petronilla Bembo      | Francesco II 1463 ∞ Petronilla Bembo      |  |  | trois fils et sept filles                          | trois fils et sept filles                          | trois fils et sept filles                          | trois fils et sept filles                          | trois fils et sept filles                          | trois fils et sept filles                          |  |  | Giovanni                                                     | Giovanni                                                     | Giovanni                                                     | Giovanni                                                     | Giovanni                                                     | Giovanni                                                     |  |  |                                                     |                                                     |                                                     |                                                     |                                                     |                                                     |  |  |  |  |  |  |  |  |  |  |  |  |  |  |  |  |  |  |  |  |  |  |  |  |  |  |  |  |  |  |  |  |  |  |
|  |  |                    |                    |                    |                    |                    |                    |  |  |                                           |                                           |                                           |                                           |                                           |                                           |  |  |                                            |                                            |                                            |                                            |                                            |                                            |                 |                 |                                     |                                     |                                     |                                     |                                     |                                     |                           |                           |                                                                  |                                                                  |                                                                  |                                                                  |                                                                  |                                                                  |  |  |                                           |                                           |                                           |                                           |                                           |                                           |  |  |                                                    |                                                    |                                                    |                                                    |                                                    |                                                    |  |  |                                                              |                                                              |                                                              |                                                              |                                                              |                                                              |  |  |                                                     |                                                     |                                                     |                                                     |                                                     |                                                     |  |  |  |  |  |  |  |  |  |  |  |  |  |  |  |  |  |  |  |  |  |  |  |  |  |  |  |  |  |  |  |  |  |  |
|  |  |                    |                    |                    |                    |                    |                    |  |  | Gian Giacomo 1447-1453                    | Gian Giacomo 1447-1453                    | Gian Giacomo 1447-1453                    | Gian Giacomo 1447-1453                    | Gian Giacomo 1447-1453                    | Gian Giacomo 1447-1453                    |  |  |                                            |                                            |                                            |                                            |                                            |                                            |                 |                 |                                     |                                     |                                     |                                     |                                     |                                     |                           |                           | Giacomo III 1463-1480 ∞ Caterina Gozzadini                       | Giacomo III 1463-1480 ∞ Caterina Gozzadini                       | Giacomo III 1463-1480 ∞ Caterina Gozzadini                       | Giacomo III 1463-1480 ∞ Caterina Gozzadini                       | Giacomo III 1463-1480 ∞ Caterina Gozzadini                       | Giacomo III 1463-1480 ∞ Caterina Gozzadini                       |  |  |                                           |                                           |                                           |                                           |                                           |                                           |  |  | Giovanni III 1480-1494 ∞ une Morosini              | Giovanni III 1480-1494 ∞ une Morosini              | Giovanni III 1480-1494 ∞ une Morosini              | Giovanni III 1480-1494 ∞ une Morosini              | Giovanni III 1480-1494 ∞ une Morosini              | Giovanni III 1480-1494 ∞ une Morosini              |  |  |                                                              |                                                              |                                                              |                                                              |                                                              |                                                              |  |  |                                                     |                                                     |                                                     |                                                     |                                                     |                                                     |  |  |  |  |  |  |  |  |  |  |  |  |  |  |  |  |  |  |  |  |  |  |  |  |  |  |  |  |  |  |  |  |  |  |
|  |  |                    |                    |                    |                    |                    |                    |  |  | Gian Giacomo 1447-1453                    | Gian Giacomo 1447-1453                    | Gian Giacomo 1447-1453                    | Gian Giacomo 1447-1453                    | Gian Giacomo 1447-1453                    | Gian Giacomo 1447-1453                    |  |  |                                            |                                            |                                            |                                            |                                            |                                            |                 |                 |                                     |                                     |                                     |                                     |                                     |                                     |                           |                           | Giacomo III 1463-1480 ∞ Caterina Gozzadini                       | Giacomo III 1463-1480 ∞ Caterina Gozzadini                       | Giacomo III 1463-1480 ∞ Caterina Gozzadini                       | Giacomo III 1463-1480 ∞ Caterina Gozzadini                       | Giacomo III 1463-1480 ∞ Caterina Gozzadini                       | Giacomo III 1463-1480 ∞ Caterina Gozzadini                       |  |  |                                           |                                           |                                           |                                           |                                           |                                           |  |  | Giovanni III 1480-1494 ∞ une Morosini              | Giovanni III 1480-1494 ∞ une Morosini              | Giovanni III 1480-1494 ∞ une Morosini              | Giovanni III 1480-1494 ∞ une Morosini              | Giovanni III 1480-1494 ∞ une Morosini              | Giovanni III 1480-1494 ∞ une Morosini              |  |  |                                                              |                                                              |                                                              |                                                              |                                                              |                                                              |  |  |                                                     |                                                     |                                                     |                                                     |                                                     |                                                     |  |  |  |  |  |  |  |  |  |  |  |  |  |  |  |  |  |  |  |  |  |  |  |  |  |  |  |  |  |  |  |  |  |  |
|  |  |                    |                    |                    |                    |                    |                    |  |  |                                           |                                           |                                           |                                           |                                           |                                           |  |  |                                            |                                            |                                            |                                            |                                            |                                            |                 |                 |                                     |                                     |                                     |                                     |                                     |                                     |                           |                           | une fille ∞ Domenico Pisani (Santorin en dot)                    | une fille ∞ Domenico Pisani (Santorin en dot)                    | une fille ∞ Domenico Pisani (Santorin en dot)                    | une fille ∞ Domenico Pisani (Santorin en dot)                    | une fille ∞ Domenico Pisani (Santorin en dot)                    | une fille ∞ Domenico Pisani (Santorin en dot)                    |  |  |                                           |                                           |                                           |                                           |                                           |                                           |  |  | Francesco III 1500-1510 ∞ Taddea/Caterina Loredano | Francesco III 1500-1510 ∞ Taddea/Caterina Loredano | Francesco III 1500-1510 ∞ Taddea/Caterina Loredano | Francesco III 1500-1510 ∞ Taddea/Caterina Loredano | Francesco III 1500-1510 ∞ Taddea/Caterina Loredano | Francesco III 1500-1510 ∞ Taddea/Caterina Loredano |  |  |                                                              |                                                              |                                                              |                                                              |                                                              |                                                              |  |  |                                                     |                                                     |                                                     |                                                     |                                                     |                                                     |  |  |  |  |  |  |  |  |  |  |  |  |  |  |  |  |  |  |  |  |  |  |  |  |  |  |  |  |  |  |  |  |  |  |
|  |  |                    |                    |                    |                    |                    |                    |  |  |                                           |                                           |                                           |                                           |                                           |                                           |  |  |                                            |                                            |                                            |                                            |                                            |                                            |                 |                 |                                     |                                     |                                     |                                     |                                     |                                     |                           |                           | une fille ∞ Domenico Pisani (Santorin en dot)                    | une fille ∞ Domenico Pisani (Santorin en dot)                    | une fille ∞ Domenico Pisani (Santorin en dot)                    | une fille ∞ Domenico Pisani (Santorin en dot)                    | une fille ∞ Domenico Pisani (Santorin en dot)                    | une fille ∞ Domenico Pisani (Santorin en dot)                    |  |  |                                           |                                           |                                           |                                           |                                           |                                           |  |  | Francesco III 1500-1510 ∞ Taddea/Caterina Loredano | Francesco III 1500-1510 ∞ Taddea/Caterina Loredano | Francesco III 1500-1510 ∞ Taddea/Caterina Loredano | Francesco III 1500-1510 ∞ Taddea/Caterina Loredano | Francesco III 1500-1510 ∞ Taddea/Caterina Loredano | Francesco III 1500-1510 ∞ Taddea/Caterina Loredano |  |  |                                                              |                                                              |                                                              |                                                              |                                                              |                                                              |  |  |                                                     |                                                     |                                                     |                                                     |                                                     |                                                     |  |  |  |  |  |  |  |  |  |  |  |  |  |  |  |  |  |  |  |  |  |  |  |  |  |  |  |  |  |  |  |  |  |  |
|  |  |                    |                    |                    |                    |                    |                    |  |  |                                           |                                           |                                           |                                           |                                           |                                           |  |  |                                            |                                            |                                            |                                            |                                            |                                            |                 |                 |                                     |                                     |                                     |                                     |                                     |                                     |                           |                           |                                                                  |                                                                  |                                                                  |                                                                  |                                                                  |                                                                  |  |  |                                           |                                           |                                           |                                           |                                           |                                           |  |  |                                                    |                                                    |                                                    |                                                    |                                                    |                                                    |  |  |                                                              |                                                              |                                                              |                                                              |                                                              |                                                              |  |  |                                                     |                                                     |                                                     |                                                     |                                                     |                                                     |  |  |  |  |  |  |  |  |  |  |  |  |  |  |  |  |  |  |  |  |  |  |  |  |  |  |  |  |  |  |  |  |  |  |
|  |  |                    |                    |                    |                    |                    |                    |  |  |                                           |                                           |                                           |                                           |                                           |                                           |  |  |                                            |                                            |                                            |                                            |                                            |                                            |                 |                 |                                     |                                     |                                     |                                     |                                     |                                     |                           |                           |                                                                  |                                                                  |                                                                  |                                                                  |                                                                  |                                                                  |  |  | Giovanni IV 1510-1564 ∞ Adriana Gozzadini | Giovanni IV 1510-1564 ∞ Adriana Gozzadini | Giovanni IV 1510-1564 ∞ Adriana Gozzadini | Giovanni IV 1510-1564 ∞ Adriana Gozzadini | Giovanni IV 1510-1564 ∞ Adriana Gozzadini | Giovanni IV 1510-1564 ∞ Adriana Gozzadini |  |  |                                                    |                                                    |                                                    |                                                    |                                                    |                                                    |  |  | Catherine ∞ Gianluigi Pisani (seigneur de Chios)             | Catherine ∞ Gianluigi Pisani (seigneur de Chios)             | Catherine ∞ Gianluigi Pisani (seigneur de Chios)             | Catherine ∞ Gianluigi Pisani (seigneur de Chios)             | Catherine ∞ Gianluigi Pisani (seigneur de Chios)             | Catherine ∞ Gianluigi Pisani (seigneur de Chios)             |  |  |                                                     |                                                     |                                                     |                                                     |                                                     |                                                     |  |  |  |  |  |  |  |  |  |  |  |  |  |  |  |  |  |  |  |  |  |  |  |  |  |  |  |  |  |  |  |  |  |  |
|  |  |                    |                    |                    |                    |                    |                    |  |  |                                           |                                           |                                           |                                           |                                           |                                           |  |  |                                            |                                            |                                            |                                            |                                            |                                            |                 |                 |                                     |                                     |                                     |                                     |                                     |                                     |                           |                           |                                                                  |                                                                  |                                                                  |                                                                  |                                                                  |                                                                  |  |  | Giovanni IV 1510-1564 ∞ Adriana Gozzadini | Giovanni IV 1510-1564 ∞ Adriana Gozzadini | Giovanni IV 1510-1564 ∞ Adriana Gozzadini | Giovanni IV 1510-1564 ∞ Adriana Gozzadini | Giovanni IV 1510-1564 ∞ Adriana Gozzadini | Giovanni IV 1510-1564 ∞ Adriana Gozzadini |  |  |                                                    |                                                    |                                                    |                                                    |                                                    |                                                    |  |  | Catherine ∞ Gianluigi Pisani (seigneur de Chios)             | Catherine ∞ Gianluigi Pisani (seigneur de Chios)             | Catherine ∞ Gianluigi Pisani (seigneur de Chios)             | Catherine ∞ Gianluigi Pisani (seigneur de Chios)             | Catherine ∞ Gianluigi Pisani (seigneur de Chios)             | Catherine ∞ Gianluigi Pisani (seigneur de Chios)             |  |  |                                                     |                                                     |                                                     |                                                     |                                                     |                                                     |  |  |  |  |  |  |  |  |  |  |  |  |  |  |  |  |  |  |  |  |  |  |  |  |  |  |  |  |  |  |  |  |  |  |
|  |  |                    |                    |                    |                    |                    |                    |  |  |                                           |                                           |                                           |                                           |                                           |                                           |  |  |                                            |                                            |                                            |                                            |                                            |                                            |                 |                 |                                     |                                     |                                     |                                     |                                     |                                     |                           |                           |                                                                  |                                                                  |                                                                  |                                                                  |                                                                  |                                                                  |  |  |                                           |                                           |                                           |                                           |                                           |                                           |  |  |                                                    |                                                    |                                                    |                                                    |                                                    |                                                    |  |  |                                                              |                                                              |                                                              |                                                              |                                                              |                                                              |  |  |                                                     |                                                     |                                                     |                                                     |                                                     |                                                     |  |  |  |  |  |  |  |  |  |  |  |  |  |  |  |  |  |  |  |  |  |  |  |  |  |  |  |  |  |  |  |  |  |  |
|  |  |                    |                    |                    |                    |                    |                    |  |  |                                           |                                           |                                           |                                           |                                           |                                           |  |  |                                            |                                            |                                            |                                            |                                            |                                            |                 |                 |                                     |                                     |                                     |                                     |                                     |                                     |                           |                           | Caterina ∞ Niccolo III Gozzadini (seigneur de Sifnos et Kythnos) | Caterina ∞ Niccolo III Gozzadini (seigneur de Sifnos et Kythnos) | Caterina ∞ Niccolo III Gozzadini (seigneur de Sifnos et Kythnos) | Caterina ∞ Niccolo III Gozzadini (seigneur de Sifnos et Kythnos) | Caterina ∞ Niccolo III Gozzadini (seigneur de Sifnos et Kythnos) | Caterina ∞ Niccolo III Gozzadini (seigneur de Sifnos et Kythnos) |  |  | Francesco ∞ Fiorenza Gozzadini            | Francesco ∞ Fiorenza Gozzadini            | Francesco ∞ Fiorenza Gozzadini            | Francesco ∞ Fiorenza Gozzadini            | Francesco ∞ Fiorenza Gozzadini            | Francesco ∞ Fiorenza Gozzadini            |  |  | Giacomo IV 1564-1566 ∞ Cecilia Sommaripa           | Giacomo IV 1564-1566 ∞ Cecilia Sommaripa           | Giacomo IV 1564-1566 ∞ Cecilia Sommaripa           | Giacomo IV 1564-1566 ∞ Cecilia Sommaripa           | Giacomo IV 1564-1566 ∞ Cecilia Sommaripa           | Giacomo IV 1564-1566 ∞ Cecilia Sommaripa           |  |  | Thaddea Crispo ∞ Gianfrancesco Sommaripa (seigneur d'Andros) | Thaddea Crispo ∞ Gianfrancesco Sommaripa (seigneur d'Andros) | Thaddea Crispo ∞ Gianfrancesco Sommaripa (seigneur d'Andros) | Thaddea Crispo ∞ Gianfrancesco Sommaripa (seigneur d'Andros) | Thaddea Crispo ∞ Gianfrancesco Sommaripa (seigneur d'Andros) | Thaddea Crispo ∞ Gianfrancesco Sommaripa (seigneur d'Andros) |  |  |                                                     |                                                     |                                                     |                                                     |                                                     |                                                     |  |  |  |  |  |  |  |  |  |  |  |  |  |  |  |  |  |  |  |  |  |  |  |  |  |  |  |  |  |  |  |  |  |  |
|  |  |                    |                    |                    |                    |                    |                    |  |  |                                           |                                           |                                           |                                           |                                           |                                           |  |  |                                            |                                            |                                            |                                            |                                            |                                            |                 |                 |                                     |                                     |                                     |                                     |                                     |                                     |                           |                           | Caterina ∞ Niccolo III Gozzadini (seigneur de Sifnos et Kythnos) | Caterina ∞ Niccolo III Gozzadini (seigneur de Sifnos et Kythnos) | Caterina ∞ Niccolo III Gozzadini (seigneur de Sifnos et Kythnos) | Caterina ∞ Niccolo III Gozzadini (seigneur de Sifnos et Kythnos) | Caterina ∞ Niccolo III Gozzadini (seigneur de Sifnos et Kythnos) | Caterina ∞ Niccolo III Gozzadini (seigneur de Sifnos et Kythnos) |  |  | Francesco ∞ Fiorenza Gozzadini            | Francesco ∞ Fiorenza Gozzadini            | Francesco ∞ Fiorenza Gozzadini            | Francesco ∞ Fiorenza Gozzadini            | Francesco ∞ Fiorenza Gozzadini            | Francesco ∞ Fiorenza Gozzadini            |  |  | Giacomo IV 1564-1566 ∞ Cecilia Sommaripa           | Giacomo IV 1564-1566 ∞ Cecilia Sommaripa           | Giacomo IV 1564-1566 ∞ Cecilia Sommaripa           | Giacomo IV 1564-1566 ∞ Cecilia Sommaripa           | Giacomo IV 1564-1566 ∞ Cecilia Sommaripa           | Giacomo IV 1564-1566 ∞ Cecilia Sommaripa           |  |  | Thaddea Crispo ∞ Gianfrancesco Sommaripa (seigneur d'Andros) | Thaddea Crispo ∞ Gianfrancesco Sommaripa (seigneur d'Andros) | Thaddea Crispo ∞ Gianfrancesco Sommaripa (seigneur d'Andros) | Thaddea Crispo ∞ Gianfrancesco Sommaripa (seigneur d'Andros) | Thaddea Crispo ∞ Gianfrancesco Sommaripa (seigneur d'Andros) | Thaddea Crispo ∞ Gianfrancesco Sommaripa (seigneur d'Andros) |  |  |                                                     |                                                     |                                                     |                                                     |                                                     |                                                     |  |  |  |  |  |  |  |  |  |  |  |  |  |  |  |  |  |  |  |  |  |  |  |  |  |  |  |  |  |  |  |  |  |  |
|  |  |                    |                    |                    |                    |                    |                    |  |  |                                           |                                           |                                           |                                           |                                           |                                           |  |  |                                            |                                            |                                            |                                            |                                            |                                            |                 |                 |                                     |                                     |                                     |                                     |                                     |                                     |                           |                           |                                                                  |                                                                  |                                                                  |                                                                  |                                                                  |                                                                  |  |  |                                           |                                           |                                           |                                           |                                           |                                           |  |  | trois fils et trois filles                         |                                                    |                                                    |                                                    |                                                    |                                                    |  |  |                                                              |                                                              |                                                              |                                                              |                                                              |                                                              |  |  |                                                     |                                                     |                                                     |                                                     |                                                     |                                                     |  |  |  |  |  |  |  |  |  |  |  |  |  |  |  |  |  |  |  |  |  |  |  |  |  |  |  |  |  |  |  |  |  |  |